# بلتسو
بلتسو (به انگلیسی: Bletsoe) یک روستا و محله مدنی در بریتانیا است که در بدفورد واقع شده‌است. بلتسو ۲۸۱ نفر جمعیت دارد.